# Coenonympha pilwonis
Coenonympha pilwonis är en fjärilsart som beskrevs av Matsumura 1925. Coenonympha pilwonis ingår i släktet Coenonympha och familjen praktfjärilar. Inga underarter finns listade i Catalogue of Life.